# لارس آس
لارس آس (بالنرويجية البوكمول: Lars Aas)‏ هو مبارز بالسيف وضابط نرويجي، ولد في 26 فبراير 1879 في كريستيانية في النرويج، وتوفي في 24 فبراير 1964.

## وصلات خارجية
- لارس آس على موقع أوليمبيديا (الإنجليزية)